# Лепаж, Анри
Анри Лепаж (фр. Henri Lepage; 30 апреля 1908 — 26 октября 1996) — французский фехтовальщик-шпажист, олимпийский чемпион и чемпион мира.

## Биография
Родился в 1908 году в Эпинале. В 1947 году стал чемпионом мира по фехтованию. В 1948 году принял участие в Олимпийских играх в Лондоне, где стал обладателем золотой медали в командной шпаге, а в личном первенстве занял 6-е место.